# Virginia Slims of Fort Lauderdale 1974
Il Virginia Slims of Fort Lauderdale 1974 è stato un torneo di tennis giocato sulla terra rossa. È stata la 4ª edizione del torneo, che fa parte del Virginia Slims Circuit 1974. Si è giocato a Fort Lauderdale negli USA dal 4 al 10 febbraio 1974.

## Campionesse

### Singolare
Chris Evert ha battuto in finale  Kerry Reid per walkover

### Doppio
Françoise Dürr /  Betty Stöve hanno battuto in finale  Patti Hogan /  Sharon Walsh con il punteggio di 6–3, 6–2